# Mardoqueo González
Mardoqueo González Arguedas (San José, 30 de octubre de 1932-25 de octubre de 2001) fue un futbolista costarricense.

## Trayectoria
Debutó a la edad de los 18 años en la máxima categoría costarricense con el Orión FC. Después tuvo su paso con el Club Sport La Libertad entre 1952-1957, convirtiéndose en goleador en 1955. En el 1957 se unió a la L. D. Alajuelense, logrando obtener el bicampeonato entre los años 1958 y 1959. En su segunda etapa deportiva se unió con A.D Atlante de El Salvador, y en Guatemala a los clubes de Sacachispas de Chiquimula, Deportivo Botrán de Quetzaltenango, y el Deportivo Zacapa.

## Clubes
| Club                      | País        | Año       |
| ------------------------- | ----------- | --------- |
| Orión FC                  | Costa Rica  | 1951      |
| C. S. La Libertad         | Costa Rica  | 1952-1957 |
| L. D. Alajuelense         | Costa Rica  | 1957-1960 |
| A. D. Atlante             | El Salvador | 1960      |
| Sacachispas de Chiquimula | Guatemala   | ?         |
| Botrán de Quezaltenango   | Guatemala   | ?         |
| Deportivo Zacapa          | Guatemala   | ?         |

## Palmarés

### Títulos nacionales
| Título                         | Club              | País       | Año  |
| ------------------------------ | ----------------- | ---------- | ---- |
| Primera División de Costa Rica | L. D. Alajuelense | Costa Rica | 1958 |
| Primera División de Costa Rica | L. D. Alajuelense | Costa Rica | 1959 |

### Títulos internacionales
| Título    | Equipo                  | Sede     | Año  |
| --------- | ----------------------- | -------- | ---- |
| Copa CCCF | Selección de Costa Rica | Honduras | 1955 |

### Distinciones individuales
| Distinción                                                      | Año  |
| --------------------------------------------------------------- | ---- |
| Máximo goleador del Torneo de Copa de Costa Rica (7 goles)      | 1954 |
| Máximo goleador de la Primera División de Costa Rica (16 goles) | 1955 |
| Máximo goleador del Torneo de Copa de Costa Rica (6 goles)      | 1955 |